# Sinotruk FV 70
Sinotruk FV 70 — малотоннажный грузовой автомобиль, выпускающийся с 2024 года суббрендом VGV компании Weichai (Chongqing) Automotive.

## Описание
Впервые Sinotruk FV 70 был представлен в 2024 году. Его конкурентами являются ГАЗель NEXT и Соболь NEXT.
Автомобиль оснащён 2,0-литровым турбодизельным двигателем Weichai мощностью 140 л. с. в паре с шестиступенчатой механической или восьмиступенчатой автоматической трансмиссией. Привод подаётся на передние колёса. В комплектацию также входят кондиционер, мультимедийная система, подогрев водительского кресла, камера заднего вида, парктроники и ручной тормоз с электроприводом.
Ценовой диапазон варьируется от 2,8 млн до 3,89 млн рублей (в зависимости от модификации).